# 梅雷维尔 (默尔特-摩泽尔省)
梅雷维尔（法語：Méréville，法語發音：[meʁevil] ⓘ）是法国默尔特-摩泽尔省的一个市镇，位于该省南部，属于南锡区。

## 地理
梅雷维尔（48°35'32"N, 6°9'9"E）面积8.43 平方千米，位于法国大東部大區默尔特-摩泽尔省，该省份为法国东北部内陆省份，是洛林的一部分，北邻比利时、卢森堡，北起顺时针与摩泽尔省、下莱茵省、孚日省和默兹省接壤。
与梅雷维尔接壤的市镇（或旧市镇、城区）包括：马东河畔班维尔、摩泽尔河畔弗拉维尼、弗罗卢瓦、梅桑、讷沃迈松、蓬圣樊尚、皮利尼、里沙尔梅尼勒。

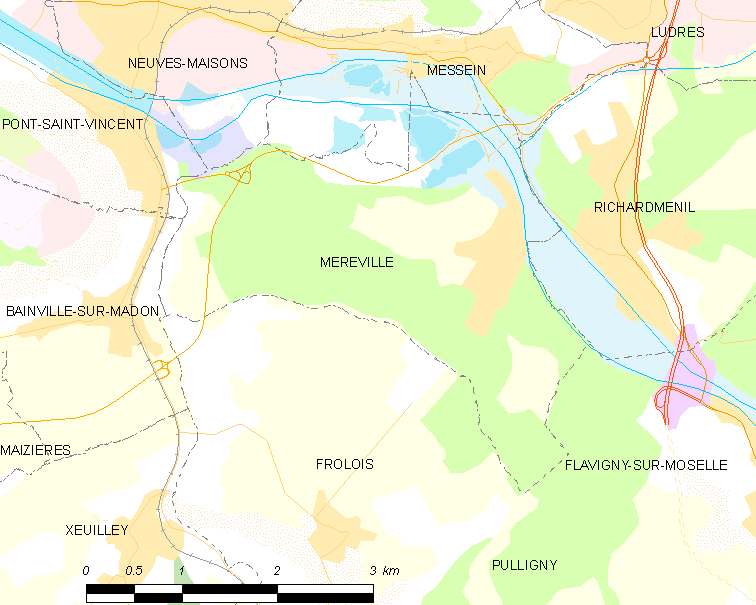
的OSM定位图

梅雷维尔的时区为UTC+01:00、UTC+02:00（夏令时）。

## 行政
梅雷维尔的邮政编码为54850，INSEE市镇编码为54364。

## 政治
梅雷维尔所属的省级选区为讷沃迈松县。

## 人口

1962-2008年间人口变化图示

梅雷维尔于2022年1月1日时的人口数量为1288人。